# Stepan Wassyltschenko

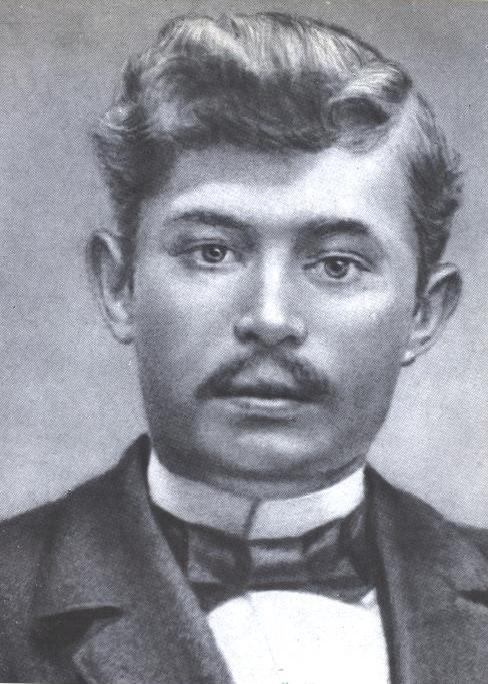
Stepan Wassyltschenko

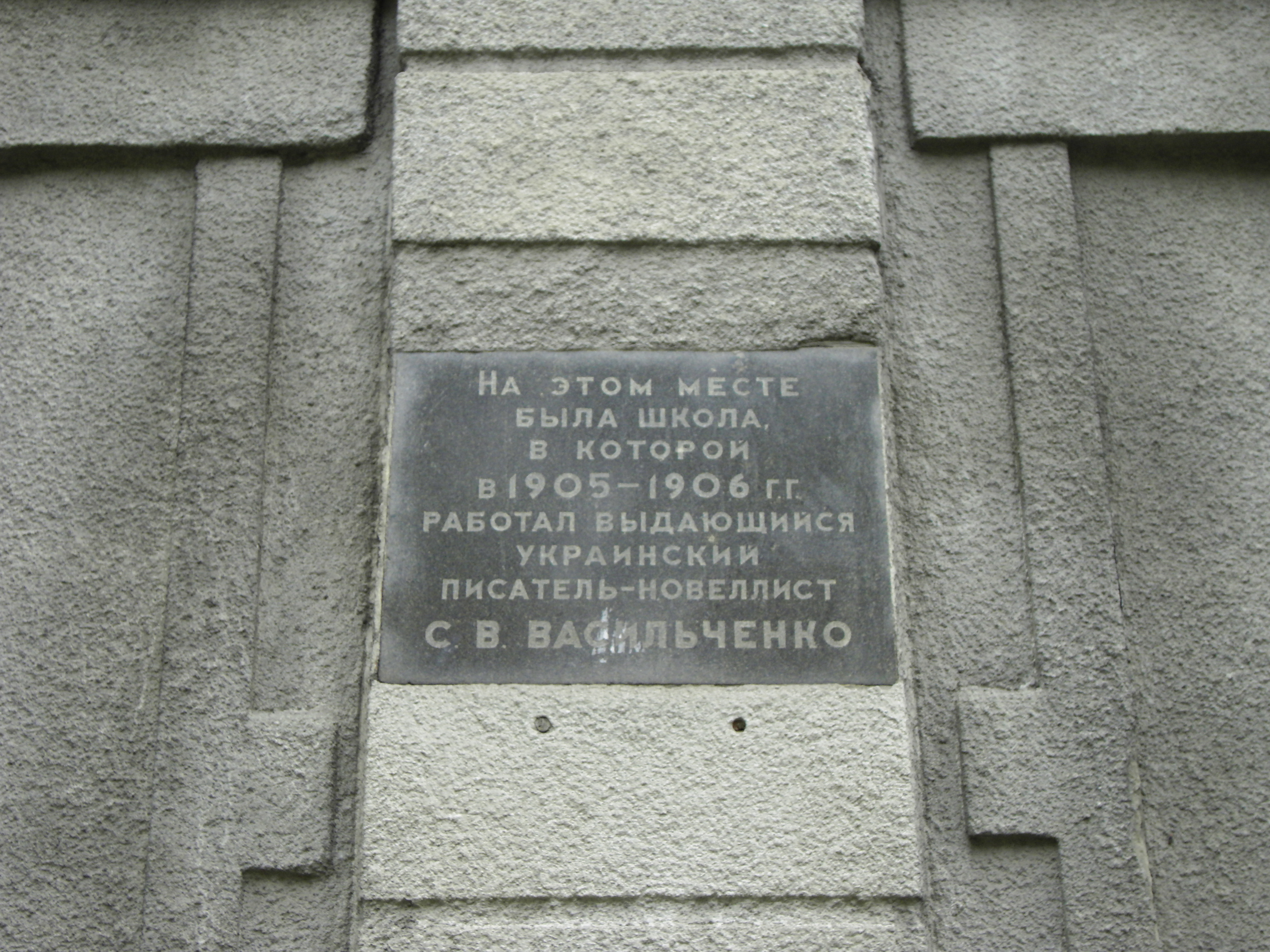
Gedenktafel an Wassyltschenko an seiner Wirkungsstätte in Torezk

Stepan Wassylowytsch Wassyltschenko (ukrainisch Степан Васильович Васильченко; * 27. Dezember 1878jul. / 8. Januar 1879greg. in Itschnja, Gouvernement Tschernigow, Russisches Kaiserreich; † 11. August 1932 in Kiew, Ukrainische SSR) war ein ukrainischer Lehrer und Schriftsteller.

## Leben
Wassyltschenko kam als Kind einer armen Bauernfamilie zur Welt. Ab 1886 besuchte er die Schule in seiner Geburtsstadt und erhielt als jahrgangsbester Schüler ein zweijähriges Stipendium zur Ausbildung zum Lehrer.
1895 begann er eine dreijährige Lehrerausbildung in Kiew, die er 1898 abschloss. Er besaß pädagogisches Talent und gründete Abendkurse für Erwachsene, wurde jedoch für seinen Einsatz, den Unterricht in Ukrainisch zu führen, als „unzuverlässig“ eingestuft. Er interessierte sich für Volkskunst, die Schriften von Taras Schewtschenko und Marko Wowtschok sowie für die Klassiker der Weltliteratur. 
Im Anschluss an sein Studium wurde er Lehrer in Kaniw und zwei Jahre darauf in Bohuslaw. In dieser Zeit, zwischen 1898 und 1904, führte er ein Tagebuch Notizen eines Lehrers. Am 19. Dezember 1903jul. / 1. Januar 1904greg. veröffentlichte er in der Zeitung Kiew sein erstes Werk Aus dem Leben des nationalen Lehrers.
1904 ging er an das Lehrer-Institut in Hluchiw, das er ein Jahr später wieder verließ, um Lehrer im Dorf Schtscherbyniwka im Donbass (heute Stadt Torezk) zu werden.
1906 wurde er wegen der Teilnahme an Arbeiterstreiks verhaftet. Nach 18 Monaten Gefängnis erhielt er 1908 Haftverschonung, bekam aber Lehrverbot.
Daraufhin kehrte er in seine Heimatstadt zurück und erteilte dort Privatunterricht. Von 1910 bis 1914 war er Leiter des Theaterteils der Zeitung Rada. Seine in dieser Zeit entstandenen Werke waren von der Liebe zu den arbeitenden Menschen und dem Glauben an den Sieg der Gerechtigkeit durchdrungen. 1911 wurde eine Sammlung seiner Kurzgeschichten Skizzen und 1915 die Sammlung Geschichten veröffentlicht.
Während des Ersten Weltkrieges war Wassyltschenko, bis zur Februar-Revolution von 1917, Soldat der Russischen Armee an der russischen Westfront. Die Schrecken des Krieges reflektierte er in mehreren Geschichten. 1919 schrieb er in Kamjanez-Podilskyj, wo er nun lebte, weitere Geschichten. Mit einem Chor bereiste er 1920 viele Ortschaften der Linksufrigen Ukraine. Ab 1921 arbeitete er in Kiew als Lehrer der ukrainischen Sprache und Literatur sowie als Leiter eines Kinderheims und war weiterhin literarisch tätig. Stepan Wassyltschenko starb 1932 in Kiew und wurde auf dem dortigen Baikowe-Friedhof beerdigt.